# بازی‌های آفریقایی ۱۹۹۹
بازی‌های آفریقایی ۱۹۹۹ (انگلیسی: 1999 All-Africa Games) یک رویداد چندورزشی است که از ۱۰ تا ۱۹ سپتامبر ۱۹۹۹ در ژوهانسبورگ، آفریقای جنوبی برگزار شده است.

## ورزش‌ها
- دو و میدانی  (جزئیات)
- بیسبال  (جزئیات)
- بسکتبال  (جزئیات)
- بوکس  (جزئیات)
- دوچرخه‌سواری  (جزئیات)
- فوتبال  (جزئیات)
- ژیمناستیک  (جزئیات)
- هندبال  (جزئیات)
- هاکی روی چمن  (جزئیات)
- جودو  (جزئیات)
- کاراته  (جزئیات)
- شنا  (جزئیات)
- تنیس روی میز  (جزئیات)
- تکواندو  (جزئیات)
- تنیس  (جزئیات)
- والیبال  (جزئیات)
- وزنه‌برداری  (جزئیات)
- کشتی  (جزئیات)

- ورزش غیررسمی:  نتبال  (جزئیات)

## جدول مدال‌ها
*   کشور میزبان (آفریقای جنوبی)
| رتبه            | کشور                 | طلا | نقره | برنز | مجموع |
| --------------- | -------------------- | --- | ---- | ---- | ----- |
| ۱               | آفریقای جنوبی (SAF)* | ۷۱  | ۶۴   | ۴۹   | ۱۸۴   |
| ۲               | نیجریه (NGR)         | ۶۴  | ۲۸   | ۳۷   | ۱۲۹   |
| ۳               | مصر (EGY)            | ۵۳  | ۶۰   | ۴۵   | ۱۵۸   |
| ۴               | تونس (TUN)           | ۲۰  | ۲۰   | ۲۳   | ۶۳    |
| ۵               | الجزایر (ALG)        | ۱۴  | ۲۴   | ۳۲   | ۷۰    |
| ۶               | کنیا (KEN)           | ۱۰  | ۱۰   | ۲۰   | ۴۰    |
| ۷               | کامرون (CMR)         | ۶   | ۱۳   | ۲۲   | ۴۱    |
| ۸               | سنگال (SEN)          | ۶   | ۱۰   | ۹    | ۲۵    |
| ۹               | اتیوپی (ETH)         | ۶   | ۴    | ۴    | ۱۴    |
| ۱۰              | لسوتو (LES)          | ۶   | ۱    | ۳    | ۱۰    |
| ۱۱              | ماداگاسکار (MAD)     | ۴   | ۳    | ۷    | ۱۴    |
| ۱۲              | آنگولا (ANG)         | ۴   | ۱    | ۱    | ۶     |
| ۱۳              | غنا (GHA)            | ۲   | ۲    | ۱۱   | ۱۵    |
| ۱۴              | ساحل عاج (CIV)       | ۲   | ۱    | ۵    | ۸     |
| ۱۵              | اوگاندا (UGA)        | ۲   | ۱    | ۳    | ۶     |
| ۱۶              | زیمبابوه (ZIM)       | ۱   | ۱۰   | ۱۳   | ۲۴    |
| ۱۷              | موریس (MRI)          | ۱   | ۷    | ۹    | ۱۷    |
| ۱۸              | گابن (GAB)           | ۱   | ۳    | ۶    | ۱۰    |
| ۱۹              | کنگو (COD)           | ۱   | ۱    | ۲    | ۴     |
| ۲۰              | موزامبیک (MOZ)       | ۱   | ۰    | ۰    | ۱     |
| ۲۱              | بوتسوانا (BOT)       | ۰   | ۳    | ۲    | ۵     |
| ۲۲              | سیشل (SEY)           | ۰   | ۱    | ۶    | ۷     |
| ۲۳              | نیجر (NIG)           | ۰   | ۱    | ۲    | ۳     |
| ۲۳              | کنگو (CGO)           | ۰   | ۱    | ۲    | ۳     |
| ۲۵              | بنین (BEN)           | ۰   | ۱    | ۰    | ۱     |
| ۲۵              | تانزانیا (TAN)       | ۰   | ۱    | ۰    | ۱     |
| ۲۵              | توگو (TOG)           | ۰   | ۱    | ۰    | ۱     |
| ۲۵              | زامبیا (ZAM)         | ۰   | ۱    | ۰    | ۱     |
| ۲۹              | سوازیلند (SWZ)       | ۰   | ۰    | ۴    | ۴     |
| ۳۰              | آفریقای مرکزی (CAF)  | ۰   | ۰    | ۲    | ۲     |
| ۳۰              | مالی (MLI)           | ۰   | ۰    | ۲    | ۲     |
| ۳۰              | نامیبیا (NAM)        | ۰   | ۰    | ۲    | ۲     |
| ۳۰              | کیپ ورد (CPV)        | ۰   | ۰    | ۲    | ۲     |
| ۳۴              | لیبی (LBA)           | ۰   | ۰    | ۱    | ۱     |
| ۳۴              | مالاوی (MAW)         | ۰   | ۰    | ۱    | ۱     |
| ۳۴              | گینه بیسائو (GBS)    | ۰   | ۰    | ۱    | ۱     |
| مجموع (۳۶ کشور) | مجموع (۳۶ کشور)      | ۲۷۵ | ۲۷۳  | ۳۲۸  | ۸۷۶   |